# John Jensen
John Jensen (Koppenhága, 1965. május 3. –) Európa-bajnok dán válogatott labdarúgó, edző.

## Pályafutása

### Klubcsapatban
Koppenhágában született. A Brøndbyben kezdett futballozni, melynek tagjaként bajnoki címeket szerzett az 1980-as évek végén. 1987-ben az év labdarúgójának is megválasztották. 1988 és 1990 között Németországban a Hamburgban játszott, majd visszatért Dániába a Brøndbyhez, ahol szintén két évig szerepelt és ezalatt újabb bajnoki címeket szerzett. 
Az 1992-es Európa-bajnokságot követően az Arsenal szerződtette. 1993-ban FA-kupát nyert újdonsült csapatával, majd egy évvel később, 1994-ben a kupagyőztesek Európa-kupáját is sikerült elhódítania, bár a döntőt sérülés miatt kénytele volt kihagyni. Első gólját az Arsenal színeiben a 98. mérkőzésén szerezte, 1994 december 31-én a Queens Park Rangers ellen. 1996-ban hazatért és immár harmadik alkalommal lett a Brøndby játékosa, ahol még három évig játszott és három újabb bajnoki címhez segítette csapatát. 1999 és 2001 között a Herfølge együttesének volt a játékosedzője, mellyel 2000-ben bajnokságot tudott nyerni.

### A válogatottban
1987 és 1995 között 69 alkalommal szerepelt a dán válogatottban és 3 gólt szerzett. Részt vett az 1988-as Európa-bajnokságon és tagja volt az 1992-es Európa-bajnokságon győztes válogatott keretének is. A Németország elleni döntőben az ő góljával szereztek vezetést a dánok. 

## Sikerei, díjai
Brøndby IF
- Dán bajnok (7): 1987, 1988, 1990, 1991, 1995–96, 1996–97,1997–98
- Dán kupa (1): 1997–98

Arsenal FC
- Angol kupa (1): 1992–93

Herfølge BK
- Dán bajnok (1): 1999–2000

Dánia
- Európa-bajnok (1): 1992

Egyéni
- Az év dán labdarúgója (1): 1987